# Lina El Arabi
Lina El Arabi (* 11. srpna 1995 Choisy-le-Roi) je francouzská herečka.

## Životopis
Lina El Arabi se narodila v roce 1995 do marocké rodiny pocházející původně ze severomarockého příhraničního města Udžda. Má staršího bratra Nadhira.
Od šesti let navštěvovala na konzervatoři hodiny klasického tance a houslí, nejprve v Choisy-le-Roi, poté na okraji Paříže v Vitry-sur-Seine a v prominentním 16. pařížském obvodě. Od deseti let se účastnila lekcí herectví, ve městě Villejuifu, i na střední škole. V osmnácti letech se dostala na konzervatoř v Bobigny, v severozápadní části metropolitní Paříže.
V roce 2013 získala maturitu na pařížském Brassensově lyceu (Lycée Georges Brassens). Poté rok studovala na univerzitě ve Versailles-Saint-Quentin-en-Yvelines matematiku užitou v sociálních vědách (MASS), a následně žurnalistiku v Evropském institutu žurnalistiky v Paříži.
V roce 2014 se objevila v krátkometrážním filmu Sans les gants (Bez rukavic), o dva roky později v televizním filmu Ne m'abandonne pas (Neopouštěj mě) v roli radikalizovaného teenagera.
V roce 2017 získala hlavní roli ve filmu Noces (Svatba) režiséra Stephana Strekera. Za roli mladé belgicko-pákistánské ženy Zahiry, kterou rodina vmanévruje do tradičního manželství, získala ocenění na Angoulême Francophone Film Festival. V tomtéž roce se pěvecky zúčastnila nahrávání alba francouzské zpěvačky Julie Zenatti (n. 1981), zazpívala si na něm i jeden duet s dalším francouzským zpěvákem Slimanem (n. 1989).

## Filmy, televize, divadlo (výběr tvorby)

### Filmy
- 2014: Sans les gants (Bez rukavic) (krátký film): Samia
- 2017: Noces (Svatba): Zahira
- 2020 : Brutus vs César: Albano

### Televize
- 2011: Parle tout bas si c'est d'amour (Mluv tiše, pokud je to láska): Charlotte
- 2019: Philharmonia, mini-série z hudebního prostředí: Selena Rivière
- 2019: Family Business: Aïda Benkikir

### Divadlo
- 2017: Mon ange (Můj anděl) od Henryho Naylora, festival Off d'Avignon, Théâtre du Chêne noir, Théâtre Tristan-Bernard
- 2019: La vie est un songe (Život je sen) od Pedra Calderóna de la Barca, v Centre National de Création d'Orléans

## Ocenění (výběr)
- 2016: Valois de la meilleure actrice[5] na francouzském filmovém festivalu Angoulême, za Noces by Stephan Streker
- 2018: Globes de Cristal za nejlepší herečku ve hře Mon Ange.